# Praxithea guianensis
Praxithea guianensis är en skalbaggsart som beskrevs av Tavakilian och M. L. Monné 2002. Praxithea guianensis ingår i släktet Praxithea och familjen långhorningar. Inga underarter finns listade i Catalogue of Life.